# Карл ван Вехтен
Карл ван Вехтен (енгл. Carl Van Vechten; Сидар Рапидс, 17. јун 1880 — Њујорк, 21. децембар 1964) био је амерички књижевник, фотограф, колекционар и позоришни критичар. Његов књижевни опус укључује неколико забавних и оштроумних романа о животу богатих и привилегованих људи у градским срединама, који су били хваљени од стране тадашње књижевне критике. Данас се Ван Вехтен првенствено памти као једна од водећих фигура и заштитника Харлемске ренесансе, периода у америчкој култури двадесетих година када је цветала афроамеричка култура. Иако је омогућио штампање појединих књига црначких књижевника и што је у својим текстовима истицао значај афроамеричке културе, његов допринос покрету је данас предмет дебате, након што су поједини проучаваоци указали на проблеме екплотације, стереотипа и примитивизма присутних у његовом опусу и ставовима.
У својим педесетима окренуо се фотографији. Његове фотографије су готово искључиво црно бели портрети познатих људи. Своје радове је ретко излагао током живота и никада није пристајао да за њих прими хонорар. Његов таленат за детаљ и разноврсност људи које је сликао учиниле су његове фотографије важним сведочанством о уметницима двадесетог века. Међу многобројним познатим уметницима које је фотографисао налазе се и српска сликарка Милена Павловић Барили и српски балетски играч Милорад Мишковић.

## Биографија
Рођен је у Сидар Рапидсу, Ајова, као најмлађе дете Чарлса и Аде ван Вехтен. Матурирао је у средњој школи у Вашингтону 1898. и дипломирао на Чикашком универзитету 1903. Преселио се за Њујорк 1906, где је добио посао помоћника музичког критичара у Њујорк Тајмсу. Убрзо је напустио посао да би пропутовао Европом, где се упознавао са оновременим новим тенденцијама у опери, балету и уметности. У Енглеској се оженио својом другарицом из детињства Аном Снајдер. Вративши се у Њујорк 1909, запослио се поново у Њујорк тајмсу, где је постао први амерички позоришни критичар који је писао о модерном плесу. У то време у Њујорку су наступила нека од најзначајнијих имена модерног балета попут Исидоре Данкан, Ане Павлове и Лои Фулер. Развео се од Ане Снајдер 1912, да би се 1914. оженио глумицом Фаниом Мариноф са којом је остао у браку до своје смрти. Поред ова два брака, Ван Вехтен је имао ванбрачне хомосексуалне везе, о чему сведоче његова писма и дневник.
Ван Вехтена је интересовала црначка култура и познат је као један од покровитеља, такозване, Харлемске ренесансе. Међу уметницима које је помагао били су и Лангстон Хјуз, Етел Вотерс, Ричард Рајт и Валас Терман. У Паризу је упознао Гертруду Стајн са којом је постао веома близак пријатељ. Након њене смрти, Ван Вехтен је ауторкином вољом постао књижевни извршилац, издајући њена необјављена дела.
Објавио је неколико књига есеја у временском периоду између 1915. и 1920, и седам романа у периоду од 1922. до 1930. Роман „Рај за црње“ из 1926. остао је најпознатије и најконтроверзније Вехтеново књижевно дело. Након овог плодоносног периода, Ван Вехтен је мало писао.
Током тридесетих Ван Вехтен је почео да фотографише. Међу многим познатим личностима које је фотографисао, налазе се и: Милена Павловић-Барили, Гертруда Стајн, Малхала Џексон, Ф. Скот Фицџералд, Беси Смит, Гор Видал, Марлон Брандо, Норман Мајлер, Фрида Кало, Кристофер Ашервуд, В. Х. Оден, Ивлин Во, Ела Фицџералд, Труман Капоте, Били Холидеј, Вилијам Фокнер, Дизи Гилеспи, Жозефина Бекер, Орсон Велс, Џејмс Стјуарт, Карсон Мекалерс, Лоренс Оливије, Салвадор Дали, Жоан Миро, Ђорђо де Кирико, Анри Матис, Џејмс Болдвин, Една Винсент Милеј, Талула Банкхед, Меријен Мур и многи други.
Умро је у Њујорку 21. децембра 1964. у својој 84 години живота. Његови рукописи чувају се на Јејлу, док се његове фотографије налазе у Конгресној библиотеци.

## Галерија
- Милена Павловић Барили
- Талула Банкхед
- Беси Смит
- Артур Рубенштајн
- Дизи Гилеспи
- Хари Белафонте
- Били Холидеј
- Фрида Кало и Дијего Ривера
- Вилијам Фокнер
- Салвадор Дали
- Гертруда Стајн
- Лоренс Оливије
- Марлон Брандо
- Милорад Мишковић

## Изабрана дела
- „Музика након Великог рата“ („Music After the Great War“, 1915)
- „Музика и лоши манири“ („Music and Bad Manners“, 1916)
- „Интерпретатори и интерпретације“ („Interpreters and Interpretations“, 1917)
- „Вртешка“ („The Merry-Go-Round“, 1918)
- „Музика Шпаније“ („The Music of Spain“, 1918)
- „У поткровљу“ („In the Garret“, 1919)
- „Тигар у кући“ („The Tiger in the House“, 1920)
- „Господари кровова“ („Lords of the Housetops“, 1921)
- „Питер Вифл“ („Peter Whiffle“, 1922)
- „Слепи Купидон“ („The Blind Bow-Boy“, 1923)
- „Тетовирана грофица“ („The Tattooed Countess“, 1924)
- „Црвена“ („Red“, 1925)
- „Петарде“ („Firecrackers“, 1925)
- „Ископине“ („Excavations“, 1926)
- „Рај за црње“ („Nigger Heaven“, 1926)
- „Дечак паук“ („Spider Boy“, 1928)
- „Забаве“ („Parties“, 1930)
- „Пера“ („Feathers“, 1930)
- „Свети и профани мемоари“ („Sacred and Profane Memories“, 1932)